# De Bronstijd
|                                                                          |  |  |
| Gaudenzio Marconi: vergelijkende foto's van Neyt en het gipsbeeld (1877) |  |  |

|  |  |  |
|  |  |  |

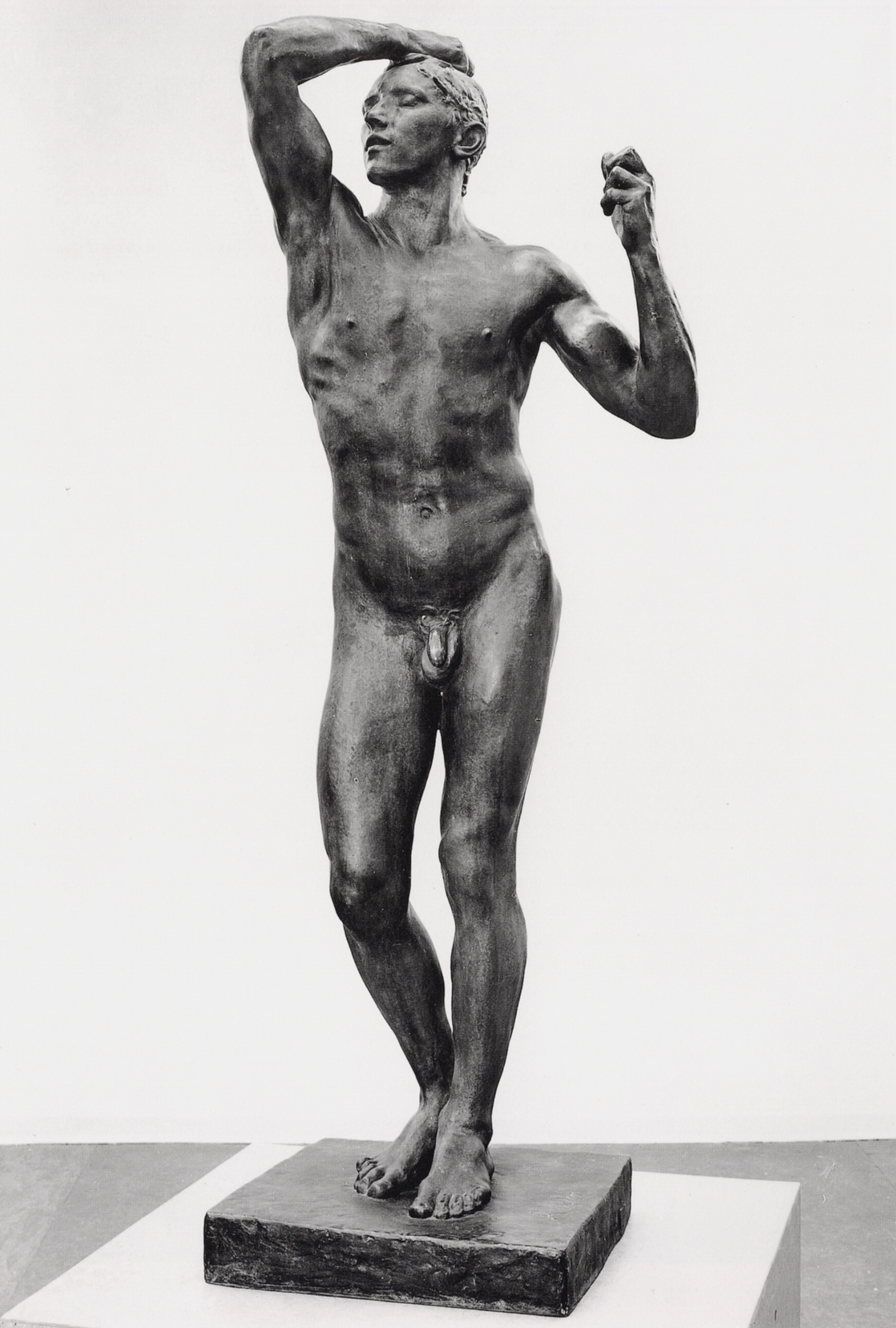

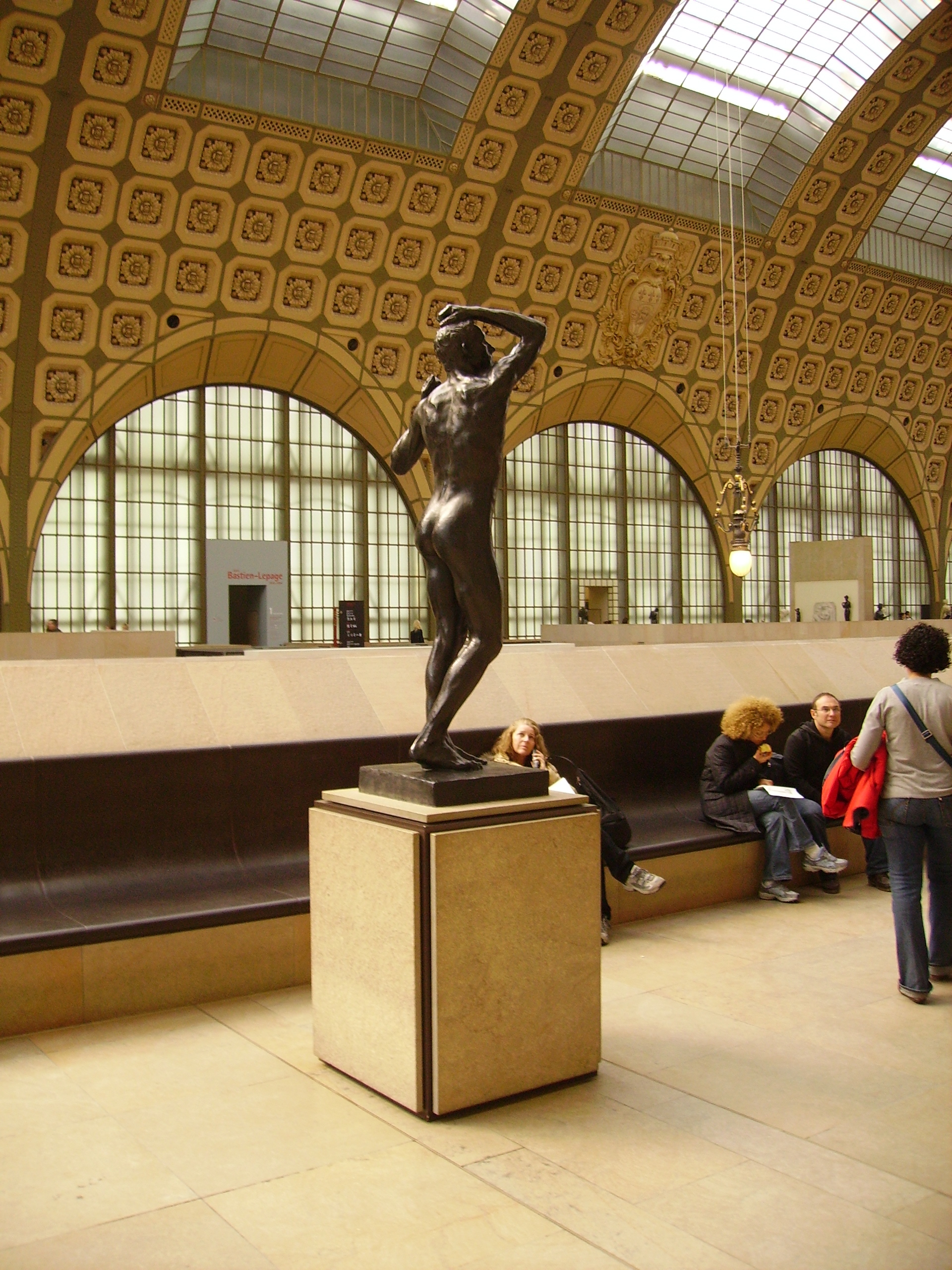
Het eerste brons (1880), aanvankelijk opgesteld in de Jardin du Luxembourg (1885), dan in het Musée du Luxembourg (1901) en het Louvre (1933), en sinds 1986 in het Musée d'Orsay.

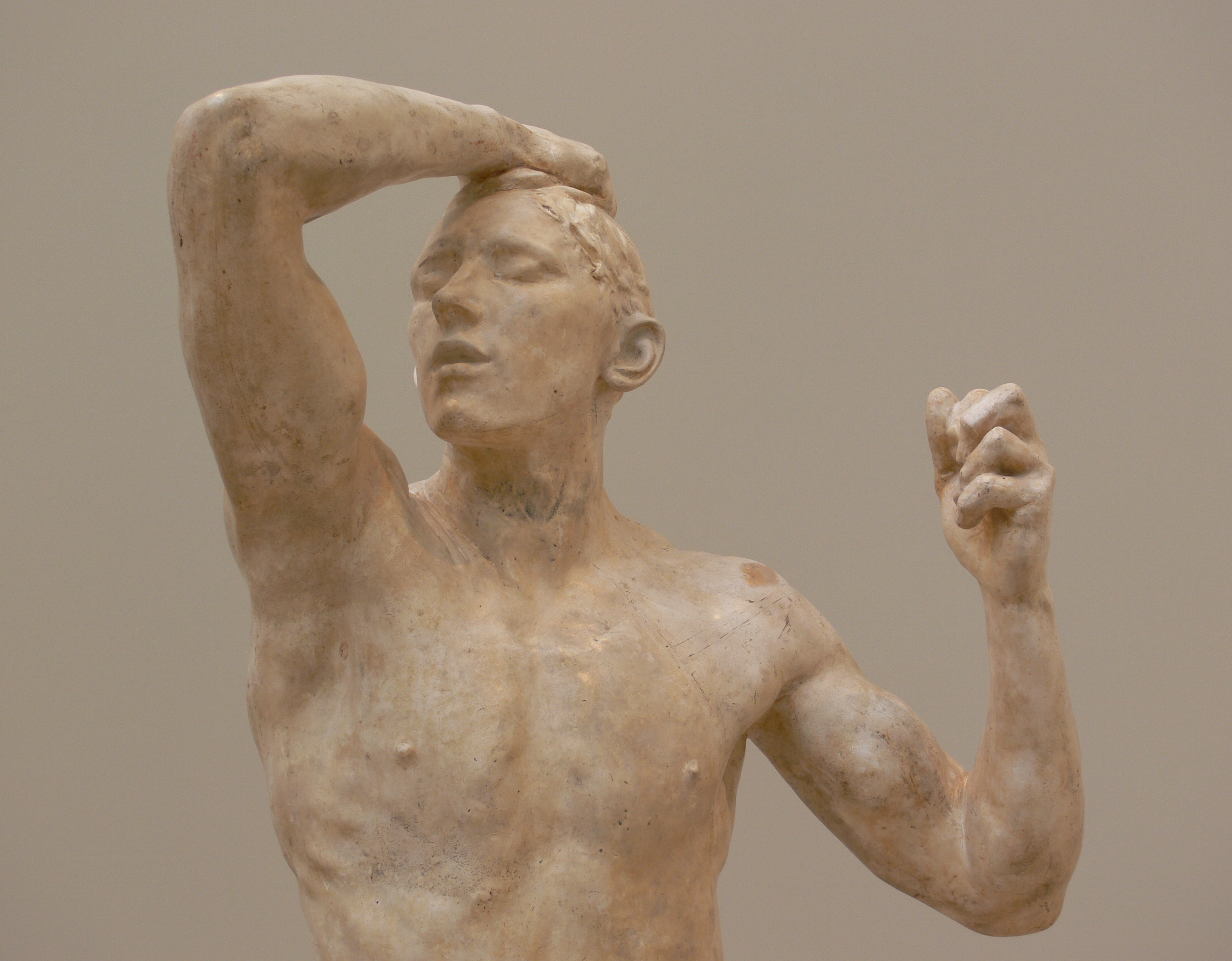
De hoofdwonde op het gipsafgietsel uit het Nasher Sculpture Center, Dallas

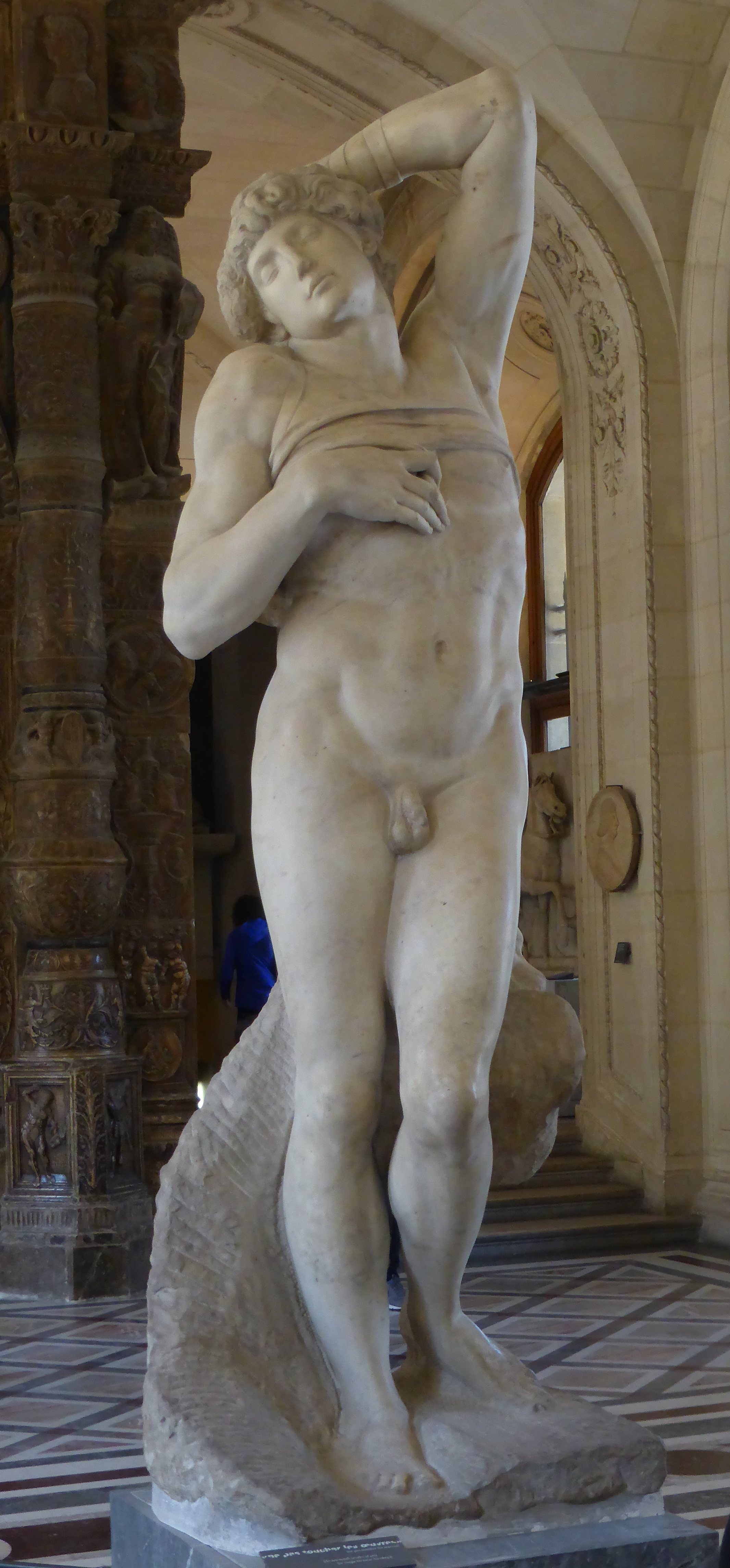
De inspiratie: Stervende Slaaf in het Louvre (Michelangelo, ca. 1514)

De Bronstijd  (Frans: L'Âge d'airain) is het eerste grote werk van Auguste Rodin, een mannelijk naakt uit 1876 dat hem bekendheid bracht. Het geldt als het begin van de moderne plastiek. Hij maakte het beeld in zijn Brusselse periode op de leeftijd van 36 jaar. Er zijn meer dan honderd bronzen versies van gegoten, waaronder exemplaren in het musée d'Orsay, het musée Rodin en het Middelheimmuseum.

## Totstandkoming
Rodin begon aan het werk in oktober 1875. Voor het modelleren van de kleifiguur liet hij de Gentenaar Auguste Neyt poseren, een atletische soldaat-telegrafist die gekazerneerd was nabij de Elsense woning van de kunstenaar. Na enkele maanden vertrok Rodin, terwijl Rose thuis de klei vochtig hield, op een grand tour naar Italië. Vooral de beelden van Michelangelo in Firenze verlosten hem naar eigen zeggen van het academisme. Ook de keuze voor een niet-professioneel model had al blijk gegeven van zijn zoektocht om het steriel-academische achter zich te laten. Terug in Brussel werkte Rodin eind 1876 het kleimodel uit tot een levensgroot beeld in gips. Het moest de meesterproeve worden waarmee hij de (commerciële) busten achter zich liet.

## Eerste tentoonstellingen en reacties
Het gips werd begin 1877 tentoongesteld bij de Cercle Artistique et Littéraire in de Vauxhall. De kunstredacteur van L'Étoile belge loofde de levendigheid en raadselachtigheid van het beeld, maar liet niet na de geruchten te vermelden die wilden dat Rodin zich gemakzuchtig bediend had van surmoulage (afgietsels genomen op het lichaam). Rodin ontkende met klem: iedereen mocht zijn model Neyt komen bekijken om te zien "hoever een artistieke interpretatie afstaat van een slaafse kopie". De verdachtmakingen volgden hem naar Parijs, waar hij het gips wilde exposeren op de Salon. Om een afwijzing te voorkomen liet hij kisten afleveren met afgietsels van Neyts lichaam en foto's die hij had laten maken door Gaudenzio Marconi. Hoewel dit bewijsmateriaal geretourneerd werd zonder te zijn bekeken, is het interessant vast te stellen dat het model geposeerd moet hebben met een speer.
Op de Salon des Artistes français in april 1877 moest L'Âge d'airain, zoals het beeld in Parijs heette, het stellen met een plek in de schaduw. Dit was niet de terugkeer naar zijn vaderland die Rodin zich gedroomd had. Door het schandaal kreeg het toch de nodige aandacht.
Enkele jaren later werd met Edmond Turquet een bewonderaar van Rodin staatssecretaris voor Cultuur. Hij stelde een commissie aan om het beeld te rehabiliteren, maar verrassend genoeg kwam die Inspectieraad in februari 1880 tot de conclusie dat het wel degelijk om een surmoulage ging. Na steunbetuigingen van Belgische en Franse collega's stapte Turquet over dit advies heen. Hij kocht het gips en bestelde een bronzen versie bij Thiébaut frères (voorzien van een vijgenblad). Ze werden getoond op de salon van 1880, waar Rodin een medaille derde klasse kreeg. Gent toonde zich genereuzer dan Parijs: De Bronstijd leverde hem in augustus 1880 zijn eerste (en enige) gouden medaille op. In 1900 was het beeld te zien op de wereldtentoonstelling, waar het gepresenteerd werd als L'Homme qui s'éveille.

## Beschrijving en interpretatie
Het vrijstaande beeld van Rodin toont een realistisch mannelijk naakt, ontdaan van elk betekenisduidend attribuut. De contraposto houding verraadt spanning en lijkt te trillen van leven. Aan het hoofd heeft de man een drie centimeter lange wonde. Het oppervlak leent zich voor een spel van licht en halfschaduwen.
Met de voorgenomen titel, Le Vaincu of Le Soldat Blessé, zou Rodin eer betuigen aan de verslagenen van de Frans-Duitse Oorlog, waarvoor hij zelf gemobiliseerd was. Vroege critici hadden het over een oorlogsbeeld dat het elan en de levensdrift van de verslagene bezong. Nochtans wilde Rodin al te specifieke betekenissen vermijden. In Parijs presenteerde hij het onder een compleet andere titel: De Bronstijd. Hij zag er de vroege mens in, wie het begint te dagen over zijn menselijkheid en de betekenis van de wereld. Het is niet zeker of Rodin het werk ook zo bedoeld had, want zelf schreef hij dat hij tijdens het wordingsproces volledig in het duister tastte.

## Exemplaren
- Musée d'Orsay (eerste bronzen exemplaar, met vijgenblad)
- Musée Rodin
- Alte Nationalgalerie, Berlijn
- Victoria and Albert Museum, Londen
- Rodin Museum, Philadelphia
- Middelheimmuseum, Antwerpen
- Szépművészeti Múzeum, Boedapest (papier-maché versie, aangekocht van Rodin in 1901)

## Voetnoten
1. ↑  "Chronique de la Ville", L'Etoile belge, 29 januari en 3 februari 1877